# Jewhen Semaka
Jewhen Semaka (ukr. Євге́н Сема́ка, ur. w 1863 – zm. w 1913) — ukraiński działacz społeczny i religijny Bukowiny, kapłan prawosławny, katecheta ukraińskiego gimnazjum w Czerniowcach.
Brat Iwana i Ilji. Był obrońcą praw cerkwi prawosławnej na Bukowinie, należał do jej Konsystorza. Opracował ukraińskie podręczniki religii dla szkół ludowych i średnich,  napisał książkę „Iljustrowana istorija proswitnoho towatystwa Ruśka Besida w Czerniwcjach (1869—1909)”.
W latach 1898–1905 był współredaktorem gazety „Ruska Rada”, oraz książek dla szkolnych bibliotek (seria „Łastiwka”, 1894—1896).

## Literatura
- Encyklopedia ukrainoznawstwa